# Канти, Мариетта
Марие́тта Ка́нти (англ. Marietta Canty; 30 сентября 1905, Хартфорд, Коннектикут, США — 9 июля 1986, там же) — американская актриса и общественный деятель.

## Биография
Мариетта Канти родилась в Хартфорде, Коннектикут, в семье Генри и Мэри Канти, которые посещали Церковь митрополита-ортодоксального епископального сиона и активно осваивались в Республиканской партии. Сама же Мариетта заняла один из постов в Хартфордском городском совете в начале 1960-х годов. Среди её достижений Гуманитарная премия, награда от Национального совета женщин и сертификат признания американским Красным Крестом. Дом Мариетты Канти, построенный около 1897 года в стиле Королевы Анны в Хартфорде, штат Коннектикут, купленный её родителями в 1930 году, назван в её честь.
Как актриса, Мариетта впервые появилась на Бродвее в 1933 году. Она также появилась в 40 фильмах в период с 1940 по 1955 год, в основном в ролях второго плана и эпизодах. В двух из своих первых фильмов, «Так хочет леди» (1942) и «Негодяи» (1942), сыграла наряду с Марлен Дитрих, которая исполняла в них главные роли. Канти наиболее известна по роли Дейлайлы, горничной героя Спенсера Трейс, в комедии «Отец невесты» (1950) и в её продолжении «Маленький дивиденд отца» (1951). Канти ушла из актёрства в 1955 году, она сыграла свою последнюю роль в Голливуде в фильме «Бунтарь без причины» с Джеймсом Дином в главной роли, где она сыграла роль семейной горничной героя Сэла Минео.
Канти скончалась 9 июля 1986 года в своём родном городе Хартфорде, Коннектикут.

## Избранная фильмография
| Год  |   | Русское название        | Оригинальное название     | Роль                      |
| ---- | - | ----------------------- | ------------------------- | ------------------------- |
| 1942 | ф | Так хочет леди          | The Lady Is Willing       | Мэри Лу                   |
| 1942 | ф | Негодяи                 | The Spoilers              | Айдабелль                 |
| 1947 | ф | Море травы              | The Sea of Grass          | Рейчел                    |
| 1949 | ф | Чикагский предел        | Chicago Deadline          | Хейзел                    |
| 1950 | ф | Отец невесты            | Father of the Bride       | Делайла                   |
| 1950 | ф | Любимец Нового Орлеана  | The Toast of New Orleans  | Анжелика                  |
| 1951 | ф | Маленький дивиденд отца | Father's Little Dividend  | Делайла)                  |
| 1951 | ф | Трамвай «Желание»       | A Streetcar Named Desire  | хихикающая женщина с Юнис |
| 1952 | ф | Злые и красивые         | The Bad and the Beautiful | Айда                      |
| 1955 | ф | Бунтарь без причины     | Rebel Without a Cause     | горничная Кроуфордов      |